# Leo Laba Ladjar

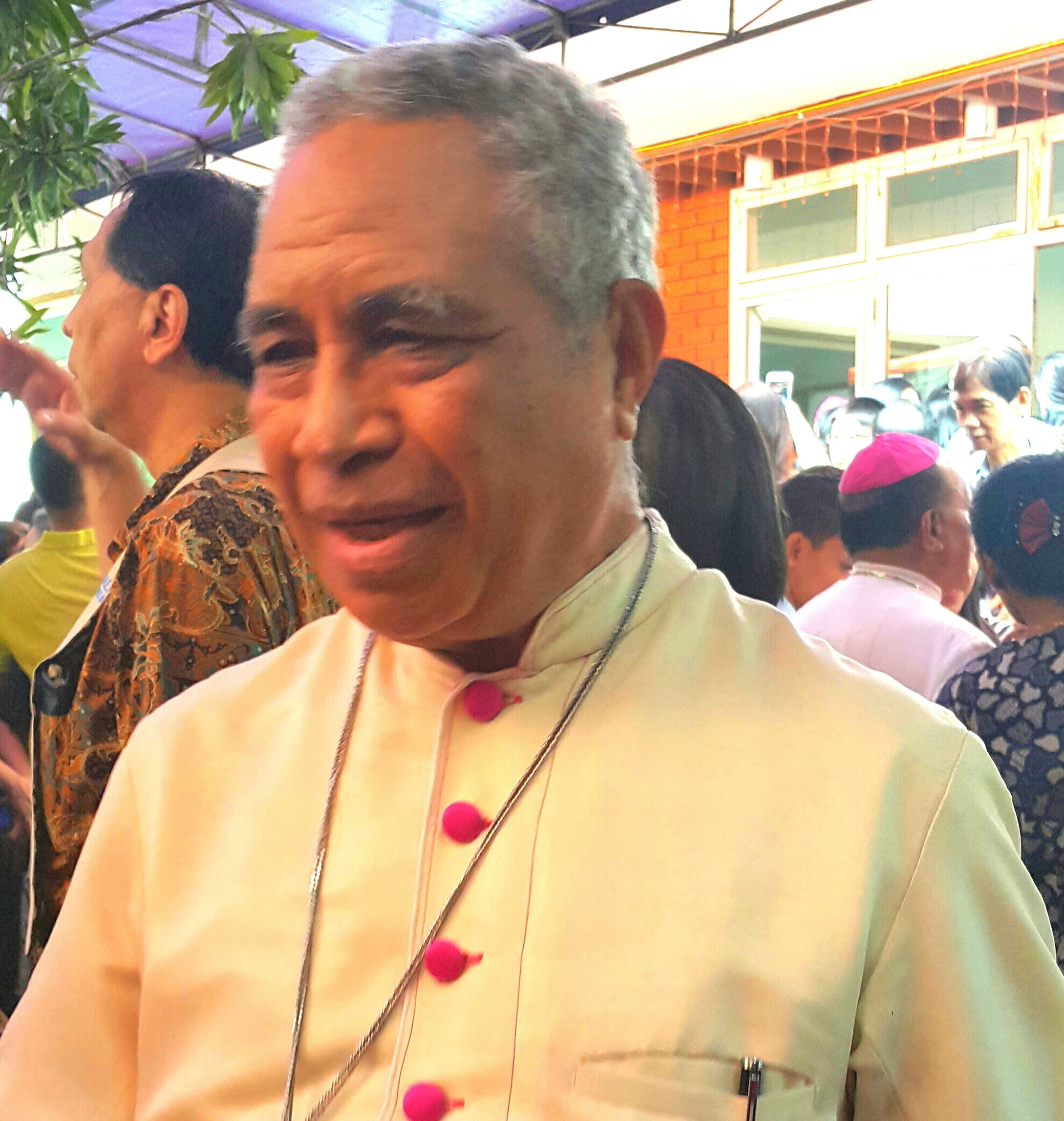
Mgr Leo Laba Ladjar, Bischof von Jayapura

Leo Laba Ladjar OFM (* 4. November 1943 in Bauraja, Indonesien) ist ein indonesischer Ordensgeistlicher und emeritierter römisch-katholischer Bischof von Jayapura.

## Leben
Leo Laba Ladjar trat in die Ordensgemeinschaft der Franziskaner ein und empfing am 29. Juni 1975 das Sakrament der Priesterweihe. 
Am 6. Dezember 1993 ernannte ihn Papst Johannes Paul II. zum Titularbischof von Bencenna und bestellte ihn zum Weihbischof in Jayapura. Der Bischof von Jayapura, Herman Ferdinandus Maria Münninghoff OFM, spendete ihm am 10. April 1994 die Bischofsweihe; Mitkonsekratoren waren der Erzbischof von Merauke, Jacobus Duivenvoorde MSC, und der Bischof von Agats, Alphonsus Augustus Sowada OSC, sowie der Bischof von Manokwari-Sorong, Francis Xavier Sudartanta Hadisumarta OCarm. Am 29. August 1997 ernannte ihn Johannes Paul II. zum Bischof von Jayapura.
Papst Franziskus nahm am 29. Oktober 2022 seinen altersbedingten Rücktritt an.